# Atrichopleura guarini
Atrichopleura guarini är en tvåvingeart som beskrevs av Smith 1962. Atrichopleura guarini ingår i släktet Atrichopleura och familjen dansflugor. Inga underarter finns listade i Catalogue of Life.